# حرم (مشگین‌شهر)
حرم یک روستا در ایران است که در دهستان یافت واقع شده‌است. حرم ۲۹ نفر جمعیت دارد.